# 남매지
남매지(男妹池)는 경상북도 경산시 계양동에 있는 저수지다. 경산시의 대표적인 명소이다.
근처 임당들에 농업용수를 공급하는 저수지였으나, 택지가 조성되면서 저수지로서의 기능을 잃었다. 현재는 산책로와 자전거길이 조성되어 시민의 휴식공간으로 변모했다.
1. ↑  최영현 (2022년 1월 28일). “시민들 여가 보내고 데이트 즐기는 '경산 남매지' 일상의 쉼터”. 《영남일보》. 2022년 8월 19일에 확인함.